# Jorik Van Egdom
Jorik Van Egdom (* 16. Mai 1995 in Veenendaal) ist ein niederländischer Duathlet und Triathlet. Er ist zweifacher Nationaler Meister auf der Triathlon-Sprintdistanz (2014, 2016) und Kurzdistanz (2018, 2021) sowie U23-Weltmeister des Jahres 2016 im Triathlon wie auch im Duathlon.

## Werdegang
Im April 2012 wurde Jorik Van Egdom im Duathlon Vizeeuropameister der Junioren.
Im Mai 2013 wurde er Nationaler Meister auf der Triathlon-Sprintdistanz. Später in diesem Jahr wurde der damals 18-Jährige Junioren-Weltmeister sowohl im Cross-Triathlon (Juli) wie auch im Duathlon (August).
Auf Sardinien wurde er im September 2015 U23-Weltmeister Cross-Triathlon.
Im April 2016 wurde er Duathlon-Europameister in der Klasse U23 wie auch Elite.
Im Juni 2016 wurde er U23-Weltmeister auf der Duathlon-Kurzdistanz und im September in Mexiko auch U23-Weltmeister Triathlon auf der olympischen Kurzdistanz (1,5 km Schwimmen, 40 km Radfahren und 10 km Laufen).
Im August 2018 wurde der damals 23-Jährige Nationaler Meister auf der Triathlon-Kurzdistanz und er konnte sich diesen Titel im Juli 2021 erneut sichern.

### Olympische Sommerspiele 2020
Bei der verschobenen Austragung der Olympischen Sommerspiele belegte er im Juli 2021 in Tokio mit dem niederländischen Team in der gemischten Staffel den vierten Rang.

## Sportliche Erfolge
| Datum/Jahr    | Platz | Wettbewerb                                           | Austragungsort | Zeit     | Bemerkung                                                                                            |
| ------------- | ----- | ---------------------------------------------------- | -------------- | -------- | --- |
| 31. Juli 2021 | 4     | Olympische Sommerspiele 2020 Mixed Relay             | Tokio          | 01:24:34 | gemischte Staffel (mit Rachel Klamer, Maya Kingma und Marco van der Stel)                            |
| 10. Juli 2021 | 1     | NED Triathlon National Championships                 | Rotterdam      | 01:48:34 | |
| 25. Aug. 2018 | 1     | NED Triathlon National Championships                 | Veenendaal     | 01:45:32 | |
| 17. Juli 2017 | 3     | ITU Sprint Triathlon World Championship Team         | Hamburg        | 00:20:17 | in der gemischten Staffel mit Rachel Klamer, Maaike Caelers und Marco van der Stel                   |
| 24. Juni 2017 | 12    | ETU Sprint Distance Triathlon European Championships | Düsseldorf     | 00:58:13 | Europameisterschaft auf der Sprintdistanz beim T3 Triathlon                                          |
| 13. Mai 2017  | 43    | ITU World Championship Series 2017                   | Yokohama       | 01:55:37 | |
| 15. Sep. 2016 | 1     | ITU Short Distance Triathlon World Championship U23  | Cozumel        | 01:52:39 | U23-Weltmeister auf der olympischen Kurzdistanz (1,5 km Schwimmen, 40 km Radfahren und 10 km Laufen) |
| 27. Aug. 2016 | 1     | NED Sprint Triathlon National Championships          | Veenendaal     | 00:52:56 | Nationaler Meister Triathlon Sprintdistanz                                                           |
| 8. Juni 2014  | 1     | NED Sprint Triathlon National Championships          | Amsterdam      | 00:55:27 | Nationaler Meister Triathlon Sprintdistanz                                                           |
| 26. Mai 2013  | 1     | NED Triathlon National Championship Junior Men       | Weert          | 01:06:17 | Nationaler Meister Triathlon Sprintdistanz                                                           |

| Datum/Jahr    | Rang | Wettbewerb                                    | Austragungsort    | Zeit     | Bemerkung                                    |
| ------------- | ---- | --------------------------------------------- | ----------------- | -------- | -------------------------------------------- |
| 4. Juni 2016  | 1    | ITU Duathlon World Championship U23           | Avilés            | 01:42:41 | U23-Duathlon-Weltmeister auf der Kurzdistanz |
| 17. Apr. 2016 | 1    | ETU Duathlon European Championships           | Kalkar            | 01:47:37 | Duathlon-Europameister                       |
| 10. Aug. 2013 | 1    | ITU Duathlon World Championship Junior Men    | Ottawa            |          | Duathlon-Weltmeister Junioren                |
| 21. Apr. 2013 | 1    | ETU Sprint Duathlon European Championships    | Horst aan de Maas | 00:53:48 | Duathlon-Europameister Sprintdistanz         |
| 29. Apr. 2012 | 2    | ETU European Duathlon Championship Junior Men | Horst aan de Maas | 00:57:14 | Vizeeuropameister Junioren Duathlon          |
| 24. Sep. 2011 | 13   | ITU Duathlon World Championship Junior Men    | Gijón             | 00:57:41 | Junioren-Weltmeisterschaft Duathlon          |

| Datum/Jahr    | Rang | Wettbewerb                                           | Austragungsort | Zeit     | Bemerkung                                            |
| ------------- | ---- | ---------------------------------------------------- | -------------- | -------- | ---------------------------------------------------- |
| 26. Sep. 2015 | 1    | ITU Cross Triathlon World Championship U23           | Cala Ginepro   | 02:17:48 | U23-Weltmeister Cross-Triathlon                      |
| 13. Juli 2013 | 1    | ITU Cross Triathlon World Championship Junior Men    | Den Haag       | 01:01:40 |                                                      |
| 14. Juli 2012 | 2    | ETU Cross Triathlon European Championship Junior Men | Den Haag       |          | Vizeeuropameisterin Cross-Triathlon bei den Junioren |

DNF – Did Not Finish